# Shokichi Iyanaga
Shokichi Iyanaga (彌永 昌吉, Iyanaga Shōkichi) va ser un matemàtic japonès.
Iyanaga va estudiar matemàtiques a la universitat Imperial de Tòquio, en la qual es va graduar el 1929. Va continuar els estudis de doctorat a la mateixa universitat sota la direcció de Teiji Takagi, fins al 1931 quan va anar a Europa per ampliar estudis. Va estar el 1931 a la universitat d'Hamburg estudiant amb Emil Artin i, a partir de 1932 a la universitat de París, estudiant amb Claude Chevalley, André Weil i altres bourbakistes. El 1934 va retornar al seu país, on va ser professor de la universitat de Tòquio fins a la seva retirada el 1967, excepte el curs 1961-62 que va ser professor visitant de la universitat de Chicago. Després de retirar-se, va continuar donant classes a la universitat de Nancy el curs 1967-68 i a la universitat privada Gakushūin de Tòquio fins al 1977. Va morir a Tòquio amb més de cent anys d'edat.
Iyanaga va tenir un paper rellevant en la fundació el 1946 de la Societat Matemàtica del Japó, de la qual va ser president en diferents ocasions. També va presidir la Comissió Internacional per a l'ensenyament de les matemàtiques des de 1975 fins a 1978. Un dels seus més destacats deixebles, Kunihiko Kodaira, es va casar amb la seva germana Seiko.
Els seus treballs més importants versen sobre teoria de nombres,, topologia, geometria i anàlisi funcional.